# Міддлбург-Гайтс (Огайо)
Міддлбург-Гайтс (англ. Middleburg Heights) — місто (англ. city) в США, в окрузі Каягога штату Огайо. Населення — 16 004 особи (2020).

## Географія
Міддлбург-Гайтс розташований за координатами 41°22′12″ пн. ш. 81°48′49″ зх. д. / 41.37000° пн. ш. 81.81361° зх. д. (41.369937, -81.813537).  За даними Бюро перепису населення США в 2010 році місто мало площу 20,92 км², з яких 20,89 км² — суходіл та 0,03 км² — водойми.

## Демографія
Згідно з переписом 2010 року, у місті мешкало 15 946 осіб у 7114 домогосподарствах у складі 4234 родин. Густота населення становила 762 особи/км².  Було 7586 помешкань (363/км²).
Расовий склад населення:
| - 91,1 % — білих - 5,6 % — азіатів - 1,6 % — чорних або афроамериканців - 0,2 % — корінних американців |

До двох чи більше рас належало 0,9 %. Частка іспаномовних становила 2,2 % від усіх жителів.
За віковим діапазоном населення розподілялося таким чином: 17,5 % — особи молодші 18 років, 59,4 % — особи у віці 18—64 років, 23,1 % — особи у віці 65 років та старші. Медіана віку мешканця становила 46,6 року. На 100 осіб жіночої статі у місті припадало 89,6 чоловіків;  на 100 жінок у віці від 18 років та старших — 86,4 чоловіків також старших 18 років.
Середній дохід на одне домашнє господарство  становив 69 214 долари США (медіана — 60 486), а середній дохід на одну сім'ю — 83 438 доларів (медіана — 77 373). Медіана доходів становила 60 631 долар для чоловіків та 40 916 доларів для жінок. За межею бідності перебувало 5,2 % осіб, у тому числі 4,0 % дітей у віці до 18 років та 5,5 % осіб у віці 65 років та старших.
Цивільне працевлаштоване населення становило 7600 осіб. Основні галузі зайнятості: освіта, охорона здоров'я та соціальна допомога — 20,8 %, виробництво — 16,6 %, науковці, спеціалісти, менеджери — 14,0 %.